# 박호산
박호산(본명: 박정환, 1972년 10월 18일 ~ )은 대한민국의 배우이다.
중앙대학교 연극영화학과를 나온 그는, 1993년 연극 배우 첫 데뷔하여 극단 연우무대 활동을 시작하였다. 1997년부터 영화 활동에 들어갔다. 《건축무한육면각체의 비밀》, 《인디안 썸머》 등 다수의 상업 영화에서 비중 있는 조연으로 출연했다. 2014년 《족구왕》에서는 형국역으로 관객 층의 열렬한 호응을 이끌어 내기도 했다. 2014년 드라마 활동을 시작하여 최근 《원티드》와 《피고인》으로 선 굵은 연기를 보여주어 주목 받고 있다. 극단 맨씨어터 멤버이기도 하다.

## 학력
- 중앙대학교 연극영화학과 학사

## 출연작

### 영화
- 1997년 영화 《블랙잭》 ... 체대생 1 역
- 1998년 영화 《남자이야기》 ... 웨이터 역
- 1998년 영화 《토요일 오후 2시》 ... 백화점 손님 역
- 1998년 영화 《퇴마록》 ... 경관 A 역
- 1999년 영화 《건축무한육면각체의 비밀》 ... 카피켓 역
- 1999년 영화 《유령》 ... 434 역
- 2001년 영화 《와니와 준하》 ... 성재 역
- 2001년 영화 《인디안 썸머》 ... 김 변호사 역
- 2003년 영화 《피로 물든 세계지도》 ... 남편 역
- 2004년 영화 《여자는 남자의 미래다》 ... 회상남 역
- 2004년 영화 《도마 안중근》 ... 조도선 역
- 2014년 영화 《족구왕》 ... 형국 역
- 2016년 영화 《대배우》 ... 승지 역
- 2016년 영화 《범죄의 여왕》
- 2016년 영화 《두 남자》 ... 장 형사 역
- 2017년 영화 《대립군》 ... 선조 역
- 2017년 영화 《침묵》 ... 부장검사 역
- 2017년 영화 《역모: 반란의 시대》 ... 의금부 판사 역
- 2018년 영화 《궁합》 ... 도승지 역
- 2018년 영화 《이,기적인 남자》 ... 재윤 역
- 2019년 영화 《뷰티풀 보이스》 ... 박 대표 역
- 2020년 영화 《유령선》 ... 내레이션 역
- 2020년 영화 《죽도 서핑 다이어리》 ... 정원 역
- 2020년 영화 《낙원의 밤》 ... 양 사장 역
- 2020년 영화 《콜》 ... 서연 아빠 역
- 2022년 영화 《늑대사냥》 ... 이석우 역(†) (본작의 서브 남주인공)
- 2023년 영화 《스마트폰을 떨어뜨렸을 뿐인데》 ... 이승우 역
- 2023년 영화 《화사한 그녀》 ... 조루즈 역
- 2023년 영화 《보이지 않아》 ... 용기 역
- 2024년 영화 《데드맨》 ... 조필주 역 (본작의 극악무도한 인간쓰레기이자 만악의 근원이며 최종 보스)
- 2024년 영화 《탈출: 프로젝트 사일런스》 ... 정보부 사령관 역 (특별출연)
- 2025년 영화 《동화지만 청불입니다》 ... 윤광철 역
- 2025년 영화 《페르소나:이상한 여자》 ... 해영 역
- 2025년 영화 《전지적 독자시점》 ... 공필두 역

### 드라마
- 《라이어 게임》 (2014년, tvN)
- 《사이: 여우비 내리다》 (2014년, 웹드라마)
- 《미세스 캅》 (2015년, SBS)
- 《원티드》 (2016년, SBS) - 함태섭 역
- 《피고인》 (2017년, SBS) - 최대홍 역
- 《슬기로운 감빵생활》 (2017년, tvN) - 카이스트 / 강철두 역
- 《마더》 (2018년, tvN) - 장운재 역
- 《나의 아저씨》 (2018년, tvN) - 박상훈 역
- 《EXIT》 (2018년, SBS) - 황태복 역
- 《무법 변호사》 (2018년, tvN) - 천승범 역
- 《오늘의 탐정》 (2018년, KBS2) - 이경우 역
- 《손 the guest》 (2018년, OCN) - 고봉상 형사 역
- 《나쁜 형사》 (2018년, MBC) - 전춘만 역
- 《꽃파당: 조선혼담공작소》 (2019년, JTBC) - 마봉덕 역
- 《쌉니다 천리마마트》 (2019년, tvN) - 권영구 역
- 《유령을 잡아라!》 (2019년, tvN) - 최도철 역
- 《인간수업》 (2020년, Netflix) - 오정진 역
- 《저녁 같이 드실래요?》 (2020년, MBC) - 키에누 역
- 《허쉬》 (2020년, JTBC) - 엄성한 역
- 《여신강림》 (2020년, tvN) - 임재필 역
- 《펜트하우스 2》 (2021년, SBS) - 유동필 역
- 《라켓소년단》 (2021년, SBS) - 박정용 선배 역 (특별출연)
- 《펜트하우스 3》 (2021년, SBS) - 유동필 역
- 《커피 한잔 할까요?》 (2021년, kakaoTV) - 박석 역
- 《트레이서》 (2022년, MBC, Wavve) - 황철민 역 (특별출연)
- 《오늘의 웹툰》 (2022년, SBS) - 장만철 역
- 《멧돼지 사냥》 (2022년, MBC) - 김영수 역
- 《연예인 매니저로 살아남기》 (2022년, tvN) - 박호산 역
- 《모범택시 2》 (2023년, SBS) - 교구장 역
- 《반짝이는 워터멜론》 (2023년, tvN) - 최현 역
- 《마에스트라》 (2023년, tvN) - 전상도 역
- 《나의 해피엔드》 (2023년, TV조선) - 남태주 역
- 《종말의 바보》 (2024년, Netflix) - 대대장 역
- 《지옥에서 온 판사》 (2024년, SBS) - 악마 카일룸 역
- 《드라마 스페셜 - 발바닥이 뜨거워서》 (2024년, KBS2) - 유철용 역

## 예능
- 《인생술집》 (2018년, tvN》 - 게스트
- 《영재 발굴단》(2019년, SBS) - 게스트
- 《정글의 법칙》(2019년, SBS) - 게스트
- 《아는 형님》(2019년, JTBC) - 게스트
- 《한끼줍쇼》(2019년, JTBC) - 게스트
- 《옥탑방의 문제아들》(2019년, KBS2) - 게스트
- 《구해줘 홈즈》(2019년, MBC) - 게스트
- 《꼬리에 꼬리를 무는 그날 이야기 (2024년, SBS) - 게스트

### 연극
- 2006 《연극 이(爾)》 - 공길 역
- 2007 《미친키스》 - 장정 역
- 2007 《철수와 만수》 - 만수 역
- 2008 《충분히 애도 되지 못한 슬픔: 창작 예찬》 - 세수 역
- 2009 《연극 이(爾)》 - 연산 역
- 2009 《춘천거기》 - 명수역
- 2010 《디너》 - 게이브 역
- 2010 《추적》 - 마일로 역
- 2011 《임대아파트》 - 윤정호 역
- 2011 《우먼인블랙》 - 배우 역
- 2011 《에릭사티》 - 에릭사티 역
- 2011 《갈매기》 - 뜨리고린 역
- 2012 《해마》 - 자네 역
- 2012 《벚꽃동산》 - 로파힌 역
- 2013 《광해》 - 혀균 역
- 2013 《14인 체홉》
- 2013 《영웅을 기다리며》 - 이순신 역
- 2013 《품바》 - 품바 역
- 2013 《에릭사티》 - 에릭사티 역
- 2014 《유쾌한 하녀 마리사》 - 얀커 순경 역
- 2014 《줄리어스 시저》 - 안토니 역
- 2014 《데스트랩》 - 시드니 브륄 역
- 2015 《도둑맞은 책》 - 서동윤 역
- 2015 《프로즌》 - 랄프 역
- 2015 《춘천 거기》 - 명수 역
- 2015 《변태》 - 민효석 역
- 2016 《얼음》 - 형사1 역
- 2017 《흑백다방》 - 우상호 역

### 뮤지컬
- 2005 《Assassins 암살자들》 - 장가라 역 외 겨울나그네 베짱이 등
- 2006 《동물원》 - 만승 역
- 2006 《미스터마우스》 - 인후 역
- 2008 《빨래》 - 솔롱고역
- 2009 《형제는 용감했다》 - 석봉 역
- 2009 《웨잇포유》
- 2009 《영웅을 기다리며》 - 이순신 역
- 2009 《건메탈 블루스》  - 샘갈라히드 역
- 2010 《총각네 야채가게 2.0》
- 2011 《오디션》 - 최준철 역
- 2011 《광화문 연가》 - 현재상훈 역
- 2012 《내사랑 내곁에》 - 승윤 역
- 2013 《영웅을 기다리며》 - 이순신 역
- 2013 《디셈버》 - 훈 역
- 2014 《러브레터》 - 아키바 역
- 2015 《인더하이츠》 - 케빈 역
- 2015 《명동로망스》 - 이중섭 역
- 2015 《그 여름, 동물원》 - 김광석 역

## 광고
- 2018년 롯데칠성음료 데일리C 레몬 1000C+ (with. 정경호, 이규형)
- 2018년 공익광고협의회 화재 안전 공익광고
- 2020년 동국제약 마인트롤 (with. 이승준)
- 2020년 웨이브
- 2020년 KB국민은행 KB마이핏통장 (with. 경수진)
- 2020년 카트라이더 러쉬플러스 (with. 펭수)

## 홍보대사
- 2018년 행정안전부 실패박람회 홍보대사

## 수상 및 후보
| 연도 | 시상식                         | 부문                                     | 작품                           | 결과 |
| ---- | ------------------------------ | ---------------------------------------- | ------------------------------ | ---- |
| 2017 | 제19회 부산독립영화제          | 열 여덟 번째 프로포즈상                  | 빈칸                           | 수상 |
| 2018 | 제54회 백상예술대상            | TV부문 남자 조연상                       | 슬기로운 감빵생활              | 수상 |
| 2018 | 제6회 아시아태평양 스타 어워즈 | 남자 연기상                              | 나의 아저씨                    | 수상 |
| 2018 | 제2회 더 서울어워즈            | 드라마부문 남우조연상                    | 슬기로운 감빵생활, 나의 아저씨 | 후보 |
| 2018 | MBC 연기대상                   | 월화미니시리즈부문 남자 우수연기상       | 나쁜 형사                      | 후보 |
| 2022 | 제13회 코리아 드라마 어워즈    | 남자 조연상                              | 오늘의 웹툰                    | 수상 |
| 2022 | 제30회 대한민국 문화연예대상   | 드라마부문 남자 최우수연기상             | 멧돼지 사냥                    | 수상 |
| 2022 | MBC 연기대상                   | 일일·단막극부문 남자 최우수연기상        | 멧돼지 사냥                    | 수상 |
| 2022 | SBS 연기대상                   | 미니시리즈 로맨스·코미디부문 남자 조연상 | 오늘의 웹툰                    | 후보 |